# Canton de Limoges-7
Le canton de Limoges-7 est une circonscription électorale française située dans le département de la Haute-Vienne et la région Nouvelle-Aquitaine.

## Histoire

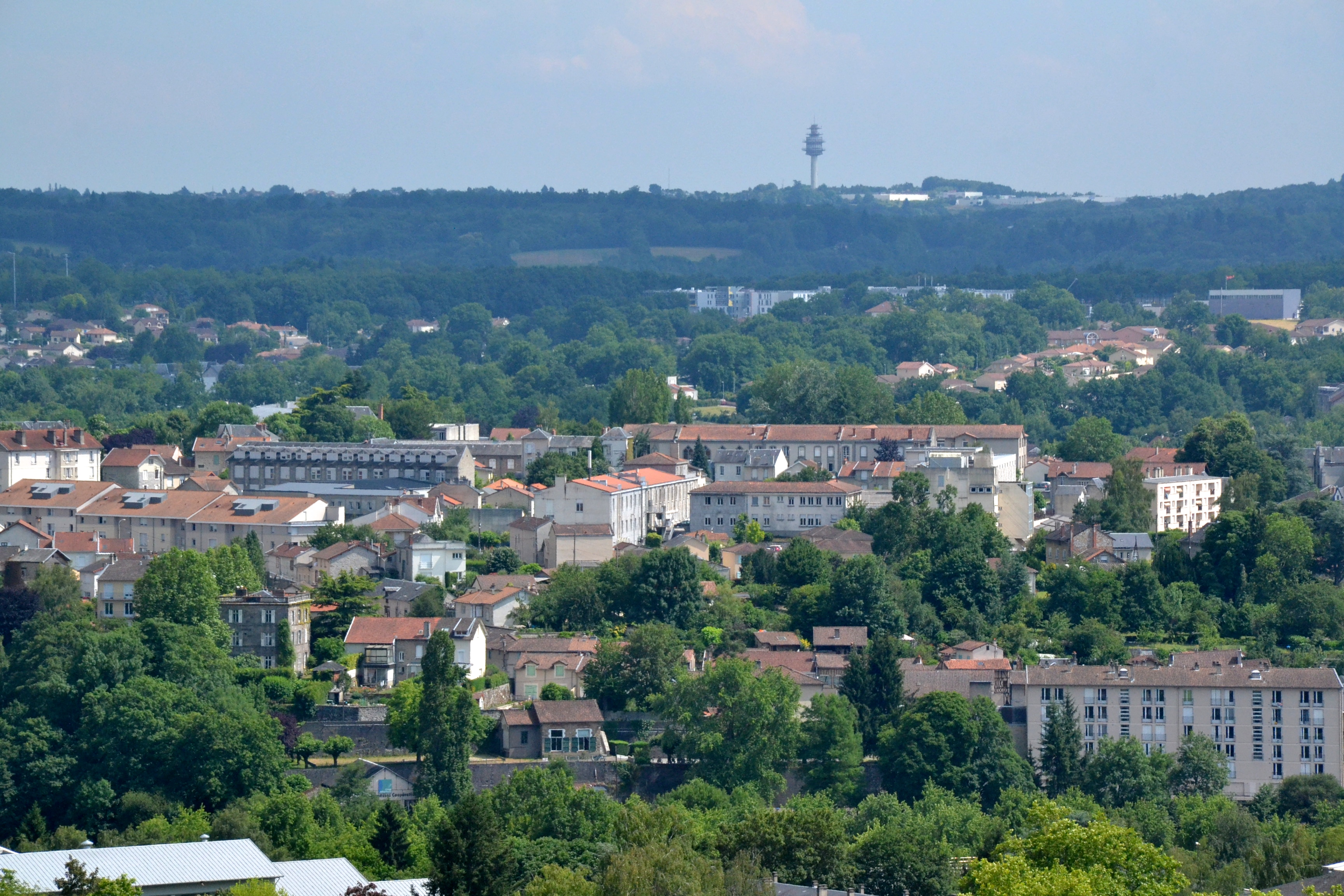
Le quartier du Sablard.

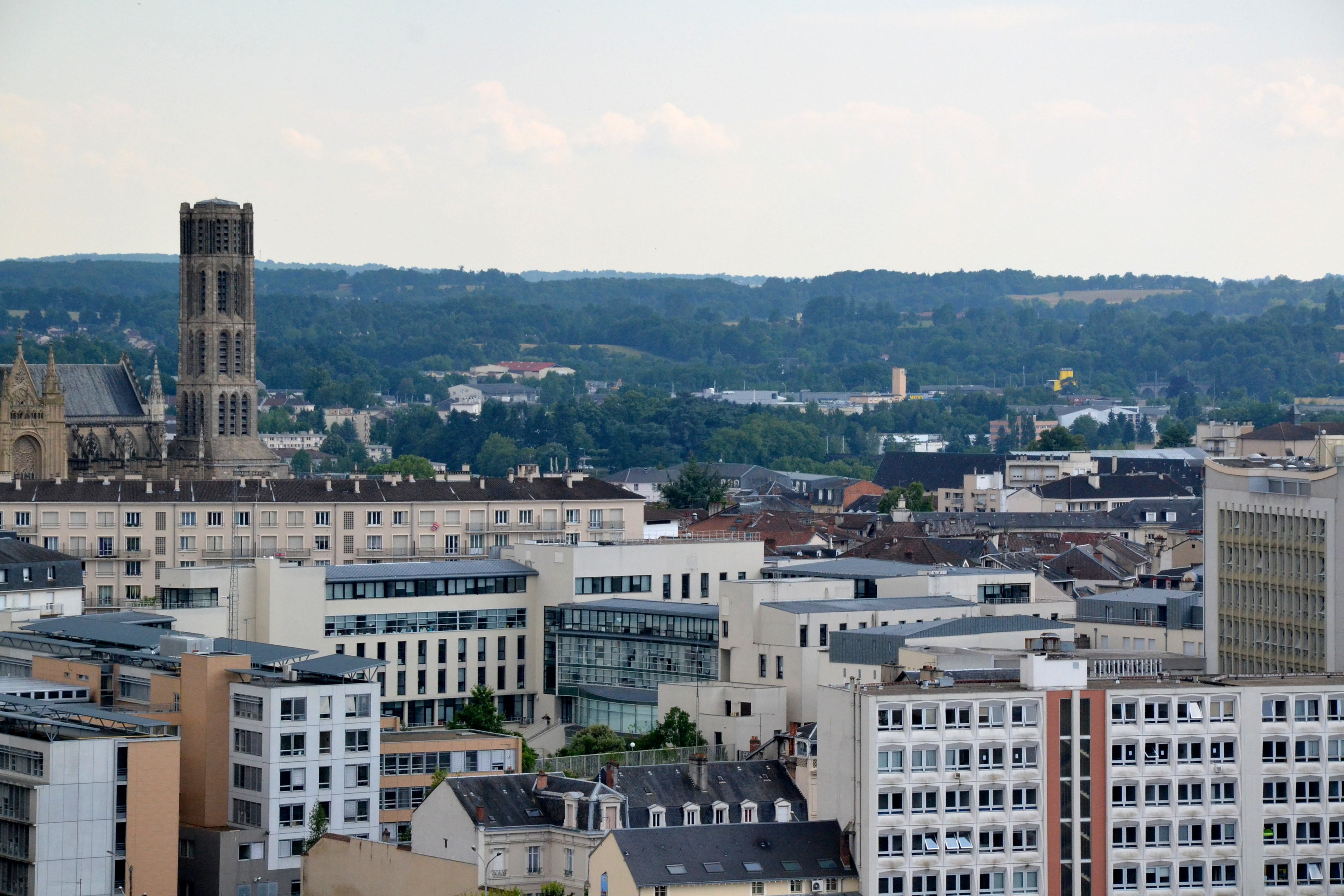
Vue sur le sud de Limoges : cathédrale Saint-Étienne, zone industrielle de Magré-Romanet.

Un nouveau découpage territorial de la Haute-Vienne entre en vigueur à l'occasion des élections départementales de mars 2015, défini par le décret du 13 février 2014, en application des lois du 17 mai 2013 (loi organique 2013-402 et loi 2013-403). Les conseillers départementaux sont, à compter de ces élections, élus au scrutin majoritaire binominal mixte. Les électeurs de chaque canton élisent au Conseil départemental, nouvelle appellation du Conseil général, deux membres de sexe différent, qui se présentent en binôme de candidats. Les conseillers départementaux sont élus pour 6 ans au scrutin binominal majoritaire à deux tours, l'accès au second tour nécessitant 12,5 % des inscrits au 1er tour. En outre la totalité des conseillers départementaux est renouvelée. Ce nouveau mode de scrutin nécessite un redécoupage des cantons dont le nombre est divisé par deux avec arrondi à l'unité impaire supérieure si ce nombre n'est pas entier impair, assorti de conditions de seuils minimaux. En Haute-Vienne, le nombre de cantons passe ainsi de 42 à 21.
Le canton de Limoges-7 est formé d'une fraction de la commune de Limoges issue des anciens cantons de Limoges-Cité, de Limoges-Panazol et de Limoges-Condat.
Le canton est entièrement inclus dans l'arrondissement de Limoges. Le bureau centralisateur est situé à Limoges.

## Représentation
| Période élective | Période élective | Mandat | Mandat   | Identité        | Nuance | Nuance | Qualité |
| ---------------- | ---------------- | ------ | -------- | --------------- | ------ | ------ | --- |
| 2015             | 2021             | 2015   | 2021     | Nadine Rivet    |        | MoDem  | Adjointe au maire de Limoges depuis 2014 |
| 2015             | 2021             | 2015   | 2021     | Rémy Viroulaud  |        | LR     | Adjoint au maire de Limoges depuis 2014 |
| 2021             | 2028             | 2021   | en cours | Cécile Bourdeau |        | PS     | Maitre-nageur sauveteur, présidente du comité des fêtes du Pont Saint-Étienne                                                                               |
| 2021             | 2028             | 2021   | en cours | Thierry Miguel  |        | PS     | Commissaire divisionnaire retraité, conseiller municipal de Limoges, 6ème vice-président du conseil départemental, chargé du sport et de la vie associative |

### Résultats détaillés

#### Élections de mars 2015
À l'issue du 1er tour des élections départementales de 2015, deux binômes sont en ballottage : Nadine Rivet et Rémy Viroulaud (Union de la Droite, 34,55 %) et Claude Bourdeau et Huguette Tortosa (PS, 32,46 %). Le taux de participation est de 55,23 % (4 619 votants sur 8 363 inscrits) contre 57,81 % au niveau départemental et 50,17 % au niveau national.
Au second tour, Nadine Rivet et Rémy Viroulaud (Union de la Droite) sont élus avec 50,34 % des suffrages exprimés et un taux de participation de 54,26 % (2 051 voix pour 4 538 votants et 8 363 inscrits).

#### Élections de juin 2021
Le premier tour des élections départementales de 2021 est marqué par un très faible taux de participation (33,26 % au niveau national). Dans le canton de Limoges-7, ce taux de participation est de 31,6 % (2 505 votants sur 7 927 inscrits) contre 37,25 % au niveau départemental. À l'issue de ce premier tour, deux binômes sont en ballottage : Nadine Rivet et Rémy Viroulaud (Union au centre et à droite, 42,18 %) et Cécile Bourdeau et Thierry Miguel (Union à gauche, 38,83 %).
Le second tour des élections est marqué une nouvelle fois par une abstention massive équivalente au premier tour. Les taux de participation sont de 34,36 % au niveau national, 38,38 % dans le département et 34,34 % dans le canton de Limoges-7. Cécile Bourdeau et Thierry Miguel (Union à gauche) sont élus avec 52,11 % des suffrages exprimés (1 319 voix pour 2 723 votants et 7 930 inscrits),,.

## Composition
| Nom                             | Code Insee | Intercommunalité     | Superficie (km2) | Population (dernière pop. légale)                 | Densité (hab./km2) | Modifier                                    |
| ------------------------------- | ---------- | -------------------- | ---------------- | ------------------------------------------------- | ------------------ | ------------------------------------------- |
| Limoges (bureau centralisateur) | 87085      | CU Limoges Métropole | 78,03            | Fraction : 13 498 (2022) Commune : 129 754 (2022) | 1 663              | modifier les données · modifier les données |
| Canton de Limoges-7             | 8714       |                      |                  | 13 498 (2022)                                     |                    | modifier les données                        |

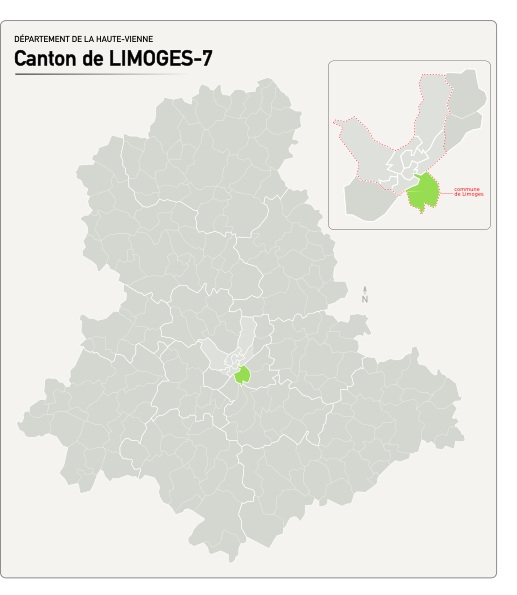
Situation du canton de Limoges-7 dans le département de la Haute-Vienne depuis 2015.

Le canton de Limoges-7 comprend la partie de la commune de Limoges située à l'ouest d'une ligne définie par l'axe des voies et limites suivantes : depuis la limite territoriale de la commune de Panazol, cours de la Vienne, pont Saint-Étienne, rue du Port-de-Naveix, boulevard des Petits-Carmes, boulevard Saint-Maurice, rue du Maupas, place Jourdan, rue Porte-Tourny, rue Saint-Pierre, rue Rafilhoux, rue Jean-Jaurès, boulevard Louis-Blanc, rue de Charseix, place de la Cité, boulevard de la Corderie, avenue Georges-Dumas, Pont-Neuf, cours de la Vienne, jusqu'à la limite territoriale de la commune de Condat-sur-Vienne.
Il comprend les quartiers de la Cathédrale (la Cité), des Ponts, le Sablard, des Portes-Ferrées et de la zone industrielle de Magré-Romanet.

## Démographie
En 2022, le canton comptait 13 498 habitants, en évolution de −6,87 % par rapport à 2016 (Haute-Vienne : −0,68 %, France hors Mayotte : +2,11 %).
| 2013   | 2018   | 2022   |
| ------ | ------ | ------ |
| 15 097 | 14 006 | 13 498 |